# Paraibano (ort)
Paraibano är en ort i Brasilien.   Den ligger i kommunen Paraibano och delstaten Maranhão, i den östra delen av landet, 1 100 km norr om huvudstaden Brasília. Paraibano ligger 282 meter över havet och antalet invånare är 12 363.
Terrängen runt Paraibano är kuperad västerut, men österut är den platt. Runt Paraibano är det ganska glesbefolkat, med 35 invånare per kvadratkilometer..
Omgivningarna runt Paraibano är huvudsakligen savann.